# Torrile

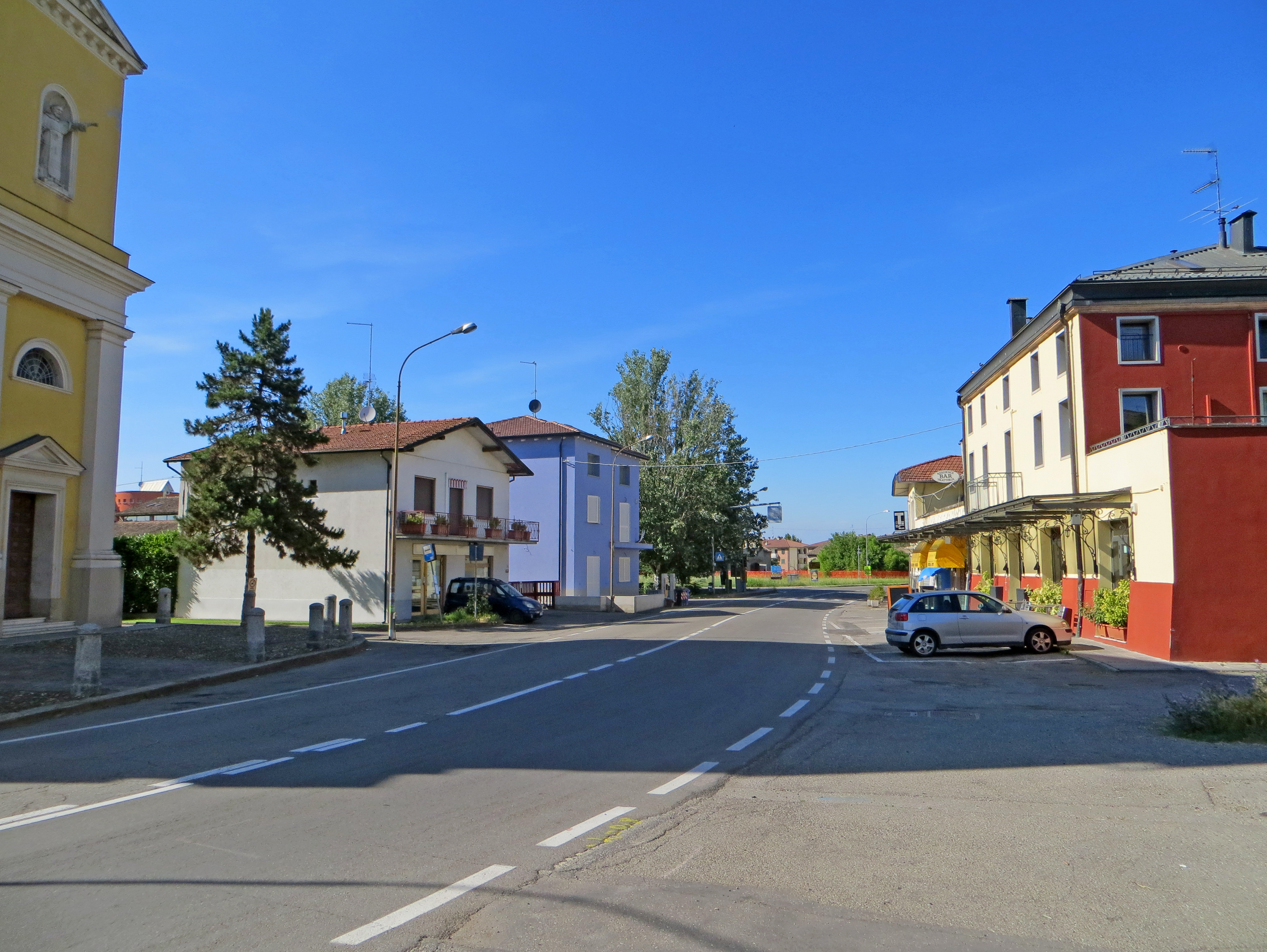
Strada Baganzola im Zentrum von Torrile

Torrile ist eine italienische Gemeinde (comune) mit 7743 Einwohnern (Stand 31. Dezember 2023) in der Provinz Parma in der Emilia-Romagna. Die Gemeinde liegt etwa 13,5 Kilometer nördlich von Parma zwischen den Flüssen Taro und Parma. Der Verwaltungssitz der Gemeinde befindet sich im Ortsteil San Polo.

## Wirtschaft und Verkehr
In Torrile hat der Sportbekleidungshersteller Erreà seinen Sitz. Ebenso wie die italienische Niederlassung von GlaxoSmithKline.
In San Polo befindet sich der Bahnhof der Gemeinde an der Bahnstrecke Parma–Brescia.

## Sehenswürdigkeiten
Die Pieve di San Giovanni Battista im Ortsteil Gainago Ariana aus dem Jahre 1144 enthält bedeutende Fresken des 12. und 13. Jahrhunderts.
Die Oasi di Torrile ist ein Naturschutzgebiet mit etwa 32 Hektar.

## Persönlichkeiten
- Mirko Bernardi (* 1953), Radrennfahrer